# Leucopis revisenda
Leucopis revisenda är en tvåvingeart som beskrevs av Tanasijtshuk 1970. Leucopis revisenda ingår i släktet Leucopis och familjen markflugor. Inga underarter finns listade i Catalogue of Life.